# Októberi diploma
Az októberi diploma  (németül: Oktoberdiplom) a „birodalom államjogi rendezésére” I. Ferenc József által 1860. október 20-án kiadott császári-királyi rendelet elnevezése.

## Tartalma
Az októberi diploma a Habsburg Birodalom uralma alá tartozó országok életének alkotmányos alapokra való helyezését célozta, ugyanakkor az abszolutizmus által Magyarországnak Ausztriába történő beolvasztását fenntartotta és így a birodalom ügyeit a Birodalmi Tanács (Reichsrat) hatáskörébe utalta, melyet a tartományi gyűléseknek kellett megválasztaniuk. Az egyes országok számára széles körű autonómiát helyezett kilátásba és Magyarországon is visszaállította az alkotmányt, a Magyar Kancelláriát és a Helytartótanácsot. A hadügy és a külügy azonban az uralkodó kezében maradt. Az oktatás nyelve a magyar lett. A magyar országgyűlés a birodalmi tanács intézményét, mint a magyar állam szuverenitását csorbító tényezőt, 1861-ben elutasította.